# Salenstein
Salenstein (toponimo tedesco) è un comune svizzero di 1 285 abitanti del Canton Turgovia, nel distretto di Kreuzlingen.

## Geografia fisica
Salenstein si affaccia sul lago di Costanza (Untersee).

## Storia
Nel 1979 ha inglobato i comuni soppressi di Fruthwilen e Mannenbach.

## Monumenti e luoghi d'interesse

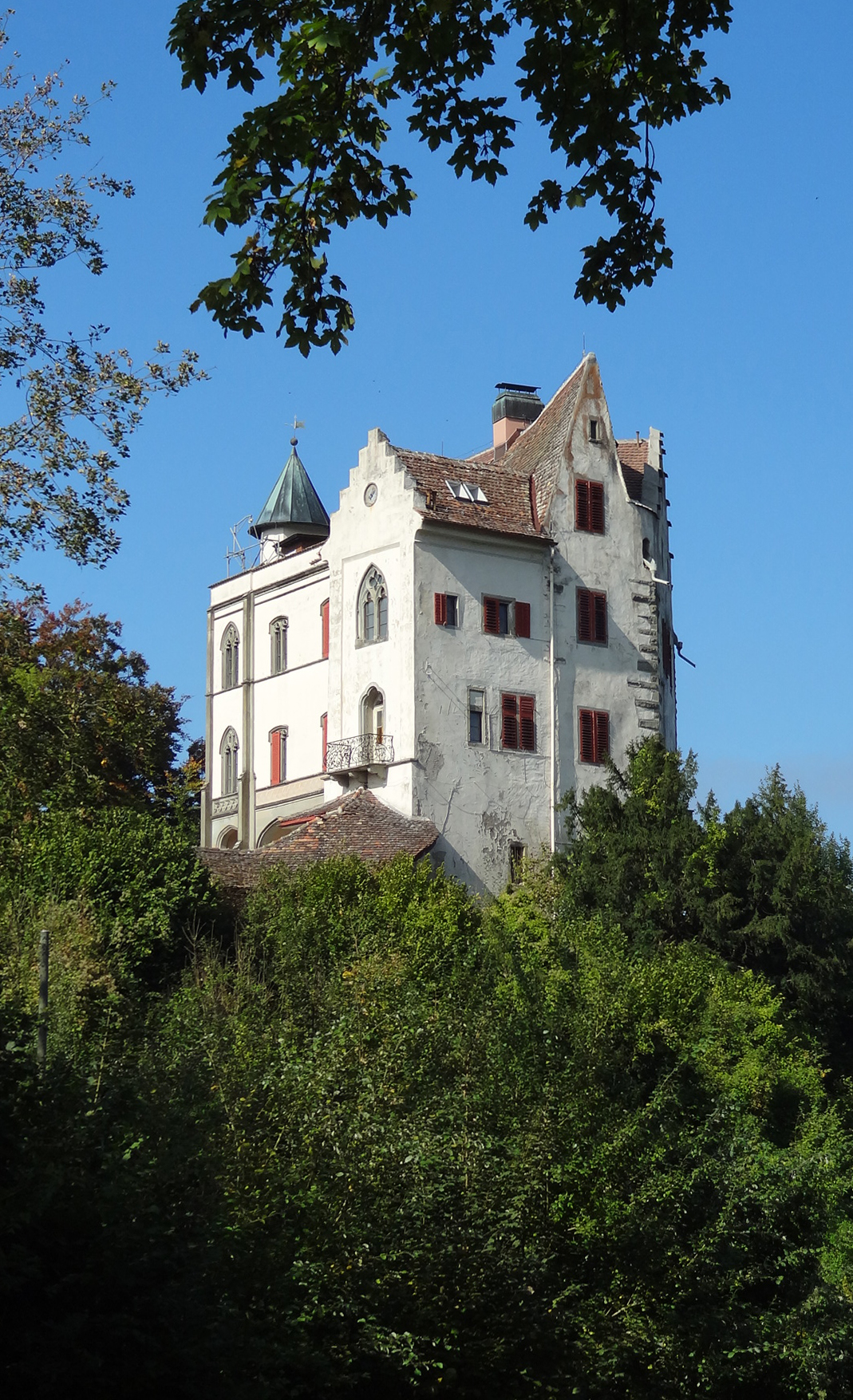
Il castello di Salenstein

- Castello di Salenstein, eretto nell'XI secolo[1].

## Società

### Evoluzione demografica
L'evoluzione demografica è riportata nella seguente tabella (con Fruthwilen e Mannenbach):
Abitanti censiti

## Infrastrutture e trasporti
Salenstein è servito dalla stazione di Mannenbach-Salenstein sulla ferrovia Sciaffusa-Rorschach.